# DAB BNP Paribas
DAB BNP Paribas (vormals DAB für Direkt Anlage Bank) ist eine Marke der deutschen Niederlassung der französischen Großbank BNP Paribas für unabhängige Vermögensverwalter, Fondsvermittler, Anlageberater und institutionelle Kunden mit Sitz in Nürnberg und einem Standort in München.

## Geschichte
Im Januar 1994 wurde die Direkt Anlage- und Vermögensverwaltungs-GmbH als erster Discountbroker Deutschlands als Tochtergesellschaft der Bayerischen Hypotheken- und Wechsel-Bank gegründet und nahm zum Mai 1994 als Direkt Anlage Bank GmbH (DAB) den Geschäftsbetrieb auf. Im Jahr 1999 erfolgte der Börsengang; 2001 erfolgte die Übernahme des französischen Brokers Selftrade.
Selftrade wird 2002 zusammen mit der DAB Bank (Schweiz) wieder verkauft. Im gleichen Jahr erfolgte der Kauf der österreichischen direktanlage.at von der Bank Austria. 2004 erfolgte der Erwerb der Fondsservicebank,
die 2009 an die Fondsdepot Bank wieder verkauft wurde.
Die BNP Paribas erwarb schrittweise die Mehrheit und konnte 2015 die DAB Bank per Squeeze-out der restlichen Kleinaktionäre komplett übernehmen. Das Privatkundengeschäft wurde am 12./13. November 2016 auf die Konzerntochter Consorsbank übertragen. Danach wurde die DAB Bank umbenannt in DAB BNP Paribas als Ausdruck für die Fokussierung auf unabhängige Vermögensverwalter, Fondsvermittler, Anlageberater und institutionelle Kunden.

## Geschäftsmodell
Die DAB war eine der ersten Direktbanken in Deutschland. Neben den Privatkunden betreute die DAB seit ihrer Gründung auch Finanzintermediäre wie Vermögensverwalter, Fondsvermittler und Anlageberater sowie Banken und Sparkassen. Sie bietet dabei institutionellen Kunden eine zentrale Lagerstelle für Wertpapiere aller Anlageklassen. Die vollintegrierte Wertpapierhandelsplattform ermöglicht den Handel aller Wertpapierformen im In- und Ausland in allen gängigen Währungen über ein Depotkonto. Mit über 9.000 Fonds von mehr als 200 KAGs zählt die DAB zu den bedeutendsten Fonds-Plattformen für institutionelle Anleger in Europa.
Die DAB war eine Direktbank, die Privatpersonen eine kostenlose Depotführung anbot. Es konnten über die Bank alle gängigen Wertpapiere gehandelt und verwahrt werden. Außerdem warb sie seit Februar 2013 mit einem erneuerten Banking-Angebot mit einem kostenlosen Girokonto im Zentrum. Im Gegensatz zu ihren Mitbewerbern verzichtete die DAB lange Zeit auf Transaktionsnummern und arbeitete stattdessen mit einem so genannten Traderpasswort. Seit Anfang 2010 wird ein System mit Transaktionsnummer in Form des SMS-TAN-Verfahrens angeboten. Nach „dem Aktien-Boom um die Jahrtausendwende und den deutlich gesunkenen Orderzahlen hatten sie den Wandel vom reinen Onlinebroker zur digitalen Vollbank verpasst.“ Im Zuge dessen sortiert der Mutterkonzern BNP Paribas das Geschäftsmodell neu im Rahmen der zum 1. Januar 2016 erfolgten Übertragung des operativen Geschäfts der DAB Bank auf die BNP Paribas Niederlassung Deutschland.
Hingegen blieb der Geschäftszweig der B2B-Bank für institutionelle Kunden und digitale Asset Manager bei der DAB BNP Paribas. Dazu gehörten u. a. Volkswagen Bank, Raisin Bank (Weltsparen) und Robo-Advisor Ginmon. Zudem ist sie Marktführerin unter Vermögensverwaltern, Fondsvermittlern und Anlageberatern. Im Dezember 2019 startete der Discountbroker Smartbroker ebenfalls mit der DAB als Depotbank und übernahm im Mai 2020 auch den Vermittlerbestand der VW Bank. 2023 trennten sich Smartbroker und DAB wieder.

## Börse
1999 wurde die DAB Bank an der Börse platziert und war zunächst im Börsensegment Neuer Markt notiert, wobei sie von März 2000 bis März 2003 in dessen Auswahlindex NEMAX 50 enthalten ist.
Das Unternehmen war im Prime Standard notiert – das Delisting erfolgte 2010. Im Rahmen der Übernahme durch BNP Paribas wurden die verbliebenen Minderheitsaktionäre mittels Squeeze-Out-Verfahren abgefunden und ausgeschlossen. Die Börsennotierung endete am 27. Juli 2015.

## Zugehörigkeit
Das Institut wurde als Tochter der Bayerischen Hypotheken- und Wechsel-Bank gegründet, die 1998 mit der Bayerischen Vereinsbank zur Bayerischen Hypo- und Vereinsbank fusionierte. Diese wurde 2005 von der Unicredit Bank übernommen. Zum 28. Februar 2013 hielt die Unicredit Bank 81,39 % der Anteile der DAB Bank, 18,61 % befanden sich im Streubesitz.
Anfang August 2014 hat die französische Großbank BNP Paribas, der auch die Consorsbank gehört, einen Anteil von 81,4 % für 354 Mio. Euro übernommen. die Verschmelzung mit der BNP Paribas erfolgte Anfang 2016. Gemeinsam mit den Marken Consorsbank und BNP Paribas Private Banking Wealth Management gehört die DAB BNP Paribas zur Geschäftseinheit BNP Paribas Personal Investors Germany der BNP Paribas.

## Statistik

Logo der ehemaligen DAB Bank

Die DAB ist die Bank für unabhängige Vermögensverwalter, Fondsvermittler, Anlageberater und institutionelle Kunden. In Deutschland führen bereits mehr als 60 % aller bei der BaFin zugelassenen Finanzportfolioverwalter ihre Endkundendepots bei ihr, was die DAB in diesem Segment zur klaren Marktführerin macht. Mit über 42.000 Fonds von mehr als 350 KVGs zählt die DAB seit 1994 zu den größten Fonds-Plattformen für institutionelle Anleger in Europa. Dabei richtet sich unser Angebot an Banken, Versicherungen, Pensionskassen sowie Treuhänder.